# Sonet — Către știință
„Sonet — Către știință” (în engleză Sonnet — To Science) este un poem al scriitorului american Edgar Allan Poe, publicat pentru prima dată în volumul Al Aaraaf, Tamerlane, and Minor Poems (1829). 

## Rezumat
Poe întreabă știința de ce îl persecută pe poet. Știința este scrutătoare, distructivă și interesată doar de realitățile reci. Ea nu va permite poetului să se înalțe pe aripile fanteziei sau chiar să stea liniștit visând sub un copac.

## Analiză
„Sonet — Către știință” este o lamentație a poetului asupra pericolelor dezvoltării științifice și a implicațiilor sale negative asupra poeziei și creativității. Poe a trăit și a scris în secolul al XIX-lea în care revoluția industrială europeană traversa Atlanticul și transforma din punct de vedere tehnologic peisajul din estul Statelor Unite, iar poemul său reprezintă o reacție artistică la problemele potențiale ale industrializării Americii. Preocupările lui Poe au fost relevante în fiecare etapă de progres științific, de la Renaștere și până în ziua curentă, deoarece fiecare serie de modificări tehnologice au trezit teama eternă că omul își va distruge propria umanitate în timpul căutării sale entuziaste pentru mașinării mai eficiente.
În particular, „Sonet — Către știință” face aluzie la tensiunea apărută între avansurile anticipative ale Revoluției Industriale și tendințele de orientare spre natură din epoca romanticilor. Romantismul a apărut ca un contraargument la filozofia iluministă a promovării progresului tehnico-științific. Membrii acestei mișcări au încercat să se întoarcă la o stare naturală mai pură și mai inocentă, deoarece au simțit că societatea a corupt bunătatea înnăscută a omului. Poe a fost membru al mișcării romantice americane, iar poetul din sonetul lui Poe explorează în consecință ciocnirea inevitabilă dintre perspectivele romantice asupra vieții și lipsa de chibzuință a industrializării.
Poetul din sonetul lui Poe este îngrijorat și respinge dogmatismul științific pentru că îl consideră prea lipsit de imaginație si stagnant. Pentru el, știința este un prădător sau, ca un vultur, un mâncător de hoituri și i-a paralizat distrugător imaginația cu „realități plictisitoare”. În critica sa adusă științei, el face aluzie la personaje din mitologiile greacă și romană, cum ar fi driadele, nimfele naiade și Diana, zeița romană a vânătorii, descriind exilul lor forțat ca o dovadă că omenirea este prea doritoare să se debaraseze de sufletul ei creativ. Pentru a consolida valoarea trecutului față de valoarea viitorului nechibzuit, Poe folosește o formă tradițională de sonet englezesc pentru a-și prezenta gândurile. Un sonet este format din paisprezece versuri, care, în forma shakespeariană pot fi împărțite în trei catrene eroice și un cuplet eroic, în care schema rimei este ABAB CDCD EFEF GG. Versurile sunt eroice deoarece folosesc pentametrul iambic, adică o serie de cinci iambi, în care fiecare iamb este urmat de o silabă. Forma sonetului a existat de secole, iar atunci când este combinată cu o dicție arhaică, naratorul încearcă să arate frumusețea formelor vechi ca un contrast structural față de urâțenia realităților științifice.
În ciuda mesajului aparent al sonetului, unele detalii din „Sonet — Către știință” ar putea servi pentru subminarea cuvintelor poetului. El personifică ironic știința în primul vers, ceea ce ar putea sugera că recunoaște inconștient o oarecare umanitate a acesteia, chiar și în ceea ce percepe ca influența ridiculizată a științei. Pe de altă parte, personificarea sa poate evidenția incompatibilitatea sa fundamentală cu știința, deoarece el nu o poate ajuta, ci poate doar poetiza lumescul. În plus, utilizarea unei forme rigide de sonet poate, de asemenea, indica faptul că poezia nu are o formă liberă așa cum poetul o caracterizează sau, alternativ, ar putea sugera că unele constrângeri nu indică neapărat distrugerea imaginației.

## Istoricul publicării
Poemul a fost publicat pentru prima dată în volumul Al Aaraaf, Tamerlane, and Minor Poems (1829). La mijlocul lui noiembrie 1829, Poe s-a înțeles cu firma Hatch și Dunning din Baltimore să-i publice cel de-al doilea volum de versuri. Este de menționat faptul că acest volum a fost primul în care Poe a publicat versuri sub propriul nume spre deosebire de primul volum de vesuri care a fost atribuit doar „unui bostonian”.
O versiune publicată ulterior a acestui poem conține următoarea notă: „motive particulare - care se referă unele la păcatul plagiatului și altele la data apariției primelor poeme ale lui Tennyson - m-au determinat, după unele ezitări, să republic aceste poezii, compoziții crude ale copilăriei mele timpurii. Acestea sunt tipărite verbatim — fără modificarea textului din ediția originală - data căreia este prea îndepărtată pentru a fi judicios recunoscută”.
Prima traducere în limba română a fost realizată de Dan Botta și publicată în anul 1963 sub titlul „Sonet — Către știință” în volumele Scrieri alese, editate de Editura pentru Literatură Universală din București, în colecția „Clasicii literaturii universale”. O altă traducere a fost realizată de Mihu Dragomir și publicată sub titlul „Sonet științei” în Colecția „Povestiri științifico-fantastice” (nr. 250, 1965), periodic de literatură pentru tineret editat de revista „Știință și Tehnică”.

## Textul poemului
Science! true daughter of Old Time thou art!

Who alterest all things with thy peering eyes.

Why preyest thou thus upon the poet's heart,

Vulture, whose wings are dull realities?

How should he love thee? or how deem thee wise,

Who wouldst not leave him in his wandering

To seek for treasure in the jewelled skies,

Albeit he soared with an undaunted wing?

Hast thou not dragged Diana from her car?

And driven the Hamadryad from the wood

To seek a shelter in some happier star?

Hast thou not torn the Naiad from her flood,

The Elfin from the green grass, and from me

The summer dream beneath the tamarind tree?